# Classe Ajax (cuirassé)
Pour les autres classes de navires du même nom, voir Classe Ajax.
La classe Ajax, ou classe Agamemnon, est une classe de deux cuirassés à coque en fer armés en 1883 par la Royal Navy. Derniers cuirassés de la marine britannique équipés de canons à chargement par la gueule, ils se sont avérés un désastre tant au niveau de la tenue en mer que du blindage ou de l'armement ; ils ont été désarmés au début du XXe siècle.

## Unités de la classe
| Nom           | Quille       | Lancement         | Armement     | Chantier naval   | Fin de carrière               |
| ------------- | ------------ | ----------------- | ------------ | ---------------- | ----------------------------- |
| HMS Ajax      | 9 mai 1876   | 17 septembre 1879 | 29 mars 1883 | Chatham Dockyard | Vendu en 1903 pour démolition |
| HMS Agamemnon | 21 mars 1876 | 10 mars 1880      | 29 mars 1883 | Pembroke Dock    | Vendu en 1904 pour démolition |